# Medaille für hervorragende Leistungen in der Chemischen Industrie der Deutschen Demokratischen Republik

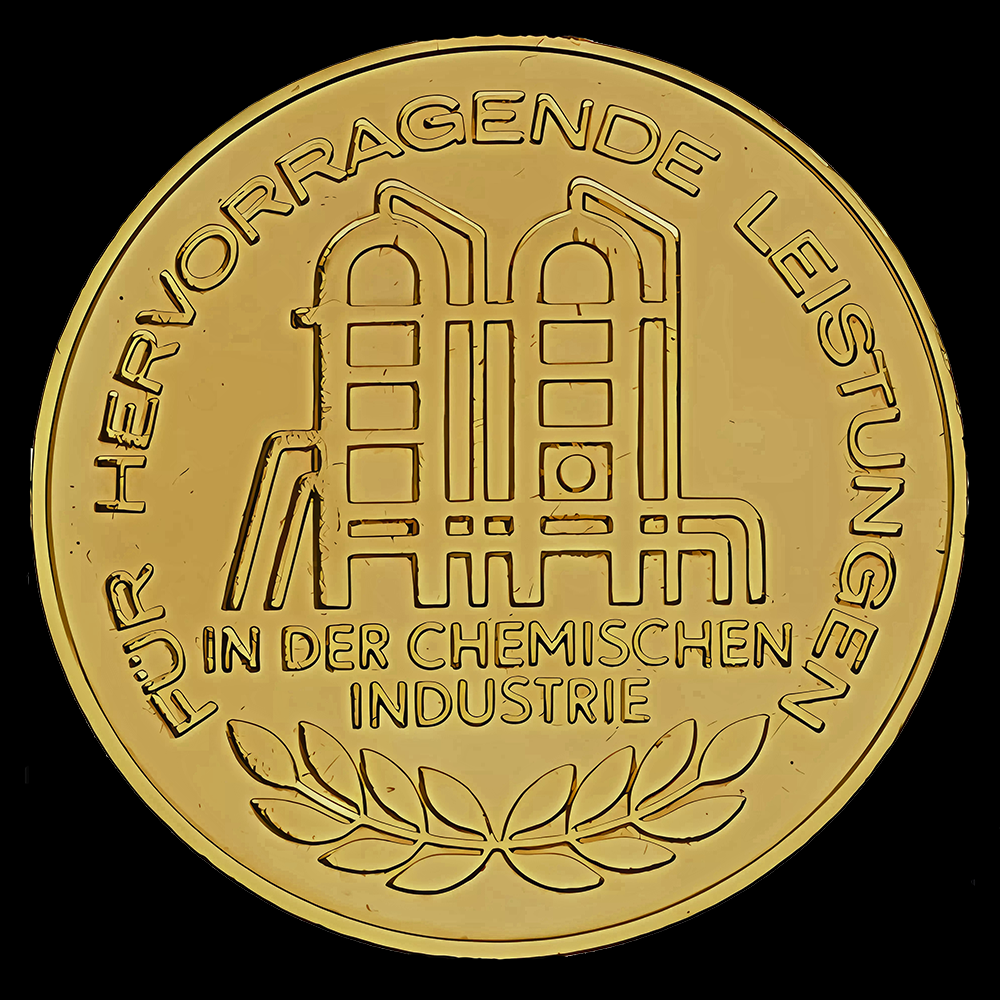
Avers der Medaille

Die Medaille für hervorragende Leistungen in der chemischen Industrie der Deutschen Demokratischen Republik war eine staatliche Auszeichnung  der Deutschen Demokratischen Republik (DDR), welche in Form einer tragbaren Medaille verliehen wurde.

## Geschichte
Gestiftet wurde die Medaille am 30. Januar 1975 in einer Stufe. Ihre Verleihung erfolgte für hervorragende Leistungen oder langjährige verdienstvolle Tätigkeit in diesem Bereich. Allerdings war die Höchstverleihungszahl auf 100 Träger jährlich begrenzt. Die Medaille konnte auch nur einmal an ein und dieselbe Person verliehen werden.

## Aussehen und Tragweise
Die vergoldete Medaille mit einem Durchmesser von 30 mm zeigte auf ihrem Avers mittig ein erhaben geprägtes Chemiewerk. Dieses ist zu dreiviertel umschlossen von der Umschrift: FÜR HERVORRAGENDE VERDIENSTE und zwei gekreuzten Lorbeerzweigen, die zusammen mit der Umschrift einen vollen Kreis bilden. Unter dem Chemiewerk ist der Rest der Umschrift als erhaben geprägte zweizeilige Umschrift: IN DER CHEMISCHEN / INDUSTRIE zu lesen. Das Revers der Medaille zeigt dagegen mittig das große Staatswappen der DDR. Getragen wurde die Medaille an der linken oberen Brustseite an einer 25 × 12,5 mm breiten gelben Spange, in welcher senkrecht ein 2,5 mm breiter roter Mittelstreifen eingewebt war.